# Viviz
Viviz (hangul: 비비지) – południowokoreański girlsband, założony przez BPM Entertainment. Grupa składa się z członkiń zespołu GFriend: Eunhy, SinB i Umji. Zespół zadebiutował 9 lutego 2022 roku swoim pierwszym minialbumem Beam of Prism.

## Nazwa
Nazwa grupy, Viviz, to skrót od frazy „Vivid dayZ”,  która łączy pojęcia „jasne, intensywne dni”, zdefiniowane przez agencję jako „znaczenie stania się artystami, którzy zawsze dumnie wyrażają swoje własne kolory dla świata." Ponadto, jej koreańska wymowa to „bi-bi-ji”, odwołująca się do imion trzech członkiń: Eunha (Jung Eun- bi), SinB (Hwang Eun- bi) i Um ji.

## Historia zespołu

Logo Viviz

### 2021–2022: Debiut zBeam of Prism, udział wQueendom 2iSummer Vibe
6 października 2021 roku ogłoszono, że Eunha, SinB i Umji, byłe członkinie zespołu GFriend, podpisały kontrakt z agencją BPM Entertainment i będą debiutować jako trzyosobowa grupa. 8 października ogłoszono nazwę zespołu jako Viviz.
24 stycznia 2022 roku BPM Entertainment ogłosiło, że grupa zadebiutuje 9 lutego 2022 roku z wydaniem swojego pierwszego minialbumu Beam of Prism. 16 lutego, dokładnie tydzień od debiutu, grupa wygrała swoją pierwszą nagrodę w programie MBC M Show Champion. 21 lutego Mnet ogłosił, że Viviz weźmie udział w drugim sezonie reality show Queendom, zajmując trzecie miejsce w finale.
26 kwietnia Viviz pojawiły się w programie Grammy's Global Spin — serii wideo The Recording Academy, która podkreśla wyjątkowych artystów z różnych części świata. Wystąpiły z debiutanckim singlem „Bop Bop!” w Dongdaemun Design Plaza w Seulu. Trio było pierwszą w historii koreańską żeńską grupą K-pop, która pojawiła się w tym programie.
23 czerwca BPM Entertainment ogłosiło, że Viviz wyda swój drugi minialbum zatytułowany Summer Vibe.
21 października Universe ogłosili, że Viviz wyda singiel „Rum Pum Pum” 27 października w ramach serii „Universe Music”.

### Od 2023:Various,Versus, pierwsza trasa koncertowa iVoyage
5 stycznia 2023 roku BPM Entertainment ogłosiło, że 31 stycznia Viviz wydadzą swój trzeci minialbum Various. 111 października ogłoszono, że Viviz powrócą 2 listopada z czwartym minialbumem Versus. Główny singiel z tego wydawnictwa, „Maniac”, stał się największym sukcesem zespołu do tej pory, osiągając 14. miejsce na Circle Chart w Korei Południowej i rozpoczynając viralowe wyzwanie taneczne.
W czerwcu 2024 roku Viviz wyruszyły w swoją pierwszą światową trasę koncertową V.hind: Love and Tears, która trwała do września tego samego roku i obejmowała 28 koncertów w siedmiu krajach. W sierpniu 2024 roku wszystkie trzy członkinie odnowiły kontrakty z BPM Entertainment. 14 października BPM Entertainment ogłosiło, że piąty minialbum Viviz, Voyage, zostanie wydany 7 listopada.

## Członkinie
| Pseudonim   | Pseudonim | Prawdziwe imię | Prawdziwe imię | Data urodzenia   | Pozycja                      |
| Latynizacja | Hangul    | Latynizacja    | Hangul         | Data urodzenia   | Pozycja                      |
| ----------- | --------- | -------------- | -------------- | ---------------- | ---------------------------- |
| Eunha       | 은하      | Jung Eun-bi    | 정은비         | 30 maja 1997     | wokalistka                   |
| SinB        | 신비      | Hwang Eun-bi   | 황은비         | 3 czerwca 1998   | tancerka, wokalistka         |
| Umji        | 엄지      | Kim Ye-won     | 김예원         | 19 sierpnia 1998 | tancerka, wokalistka, maknae |

## Dyskografia

### Minialbumy
| Rok  | Dane dot. albumu                                                                                               | Najwyższa pozycja | Najwyższa pozycja | Sprzedaż                    |
| Rok  | Dane dot. albumu                                                                                               | KOR (Circle)      | JPN (Oricon)      | Sprzedaż                    |
| ---- | --- | ----------------- | ----------------- | --------------------------- |
| 2022 | Beam of Prism - Wydany: 9 lutego 2022 - Wytwórnia: BPM Entertainment - Format: CD, digital download, streaming | 2                 | 42                | - KOR: 50 000+ - JPN: 1141+ |
| 2022 | Summer Vibe - Wydany: 6 lipca 2022 - Wytwórnia: BPM Entertainment - Format: CD, digital download, streaming    | 8                 | 45                | - KOR: 78 774+ - JPN: 1005+ |
| 2023 | Various - Wydany: 31 stycznia 2023 - Wytwórnia: BPM Entertainment - Format: CD, digital download, streaming    | 4                 | 40                | - KOR: 78 162+ - JPN: 1105+ |
| 2023 | Versus - Wydany: 2 listopada 2023 - Wytwórnia: BPM Entertainment - Format: CD, digital download, streaming     | 9                 | –                 | - KOR: 54 380+              |
| 2024 | Voyage - Wydany: 7 listopada 2024 - Wytwórnia: BPM Entertainment - Format: CD, digital download, streaming     | 14                | –                 | - KOR: 34 192+              |

### Single
Single cyfrowe
| Rok                                                       | Tytuł      | Najwyższa pozycja | Najwyższa pozycja | Najwyższa pozycja | Album         |
| Rok                                                       | Tytuł      | KOR               | KOR               | US World          | Album         |
| Rok                                                       | Tytuł      | Circle            | Songs             | US World          | Album         |
| --------------------------------------------------------- | ---------- | ----------------- | ----------------- | ----------------- | ------------- |
| 2022                                                      | „Bop Bop!" | 102               | 60                | 5                 | Beam of Prism |
| 2022                                                      | „Loveade"  | 191               | –                 | –                 | Summer Vibe   |
| 2023                                                      | „Pull Up"  | 151               | –                 | –                 | Various       |
| 2023                                                      | „Maniac"   | 14                | 14                | –                 | Versus        |
| 2024                                                      | „Shhh!"    | 82                | –                 | –                 | Voyage        |
| „–” oznacza, że singiel nie był notowany na danej liście. |            |                   |                   |                   |               |

## Filmografia
| Rok  | Tytuł      | Źr.    |
| ---- | ---------- | ------ |
| 2022 | Queendom 2 | [ 29 ] |

## Wideografia

### Teledyski
| Rok  | Tytuł         | Reżyser                           | Źr.    |
| ---- | ------------- | --------------------------------- | ------ |
| 2022 | „Bop Bop!”    | Yeom Woo-jin                      | [ 30 ] |
| 2022 | „Loveade”     | Shin Hee-won                      | [ 31 ] |
| 2022 | „Rum Pum Pum” | Studio Saipens                    | [ 32 ] |
| 2023 | „Pull Up”     | Kim Ja-kyoung (Flexible Pictures) | [ 33 ] |